# 奥韦戈村 (纽约州)
奥韦戈（Owego）是美国纽约州泰奥加县的一个村和县城。2010年人口普查时人口为3896人。 它是宾汉顿大都会统计区的一部分。 这个名字来源于易洛魁语“阿瓦加（Ahwaga）”，意思是山谷变宽。
奥韦戈村位于奥韦戈镇的西部镇界，在纽约州宾汉顿以西。
奥韦戈是纽约仅有的仍然是根据宪章建制的12个村之一; 所有其他纽约村庄根据“乡村法”的规定注册或重新注册。